# Willie Mays
Willie Howard Mays junior (* 6. Mai 1931 in Westfield, Jefferson County, Alabama; † 18. Juni 2024 in Palo Alto, Kalifornien) war ein US-amerikanischer Baseballspieler der New York Giants, San Francisco Giants und New York Mets in der Major League Baseball. Mays spielte die Position des Center Fielder und gewann in seiner langen Karriere einmal die World Series (1954), 21 Aufrufe ins All-Star Team, 12 Gold Gloves und zwei Titel des „Wertvollsten Spielers“ (Most Valuable Player) der National League. 1979 wurde er vom Veterans Committee mit 95 % der Stimmen in die Baseball Hall of Fame gewählt, und seine Trikotnummer 24 wird von den Giants nicht mehr vergeben. Der extrovertierte und für seine kindliche Freude beim Spiel bekannte Mays trug den Spitznamen „Say Hey Kid“.

## Leben
Mays galt als einer der besten Allrounder aller Zeiten. In der Offensive war er sowohl ein guter Power Hitter, der 660 Karriere-Home Runs schlug, als auch ein zuverlässiger „Base Hitter“, der entweder sich selbst ins Spiel bringen konnte (3.283 Hits) oder einen Teamkollegen in „Scoring Position“ (d. h. Zweite oder Dritte Base) nach Hause schlagen konnte (1.903 Runs Batted In). Mays ist in der ewigen MLB-Liste in Home Runs Sechster, in RBIs Zehnter und in Hits die Nummer elf. Jenseits des Schlagens war der sprintstarke Mays auch viermal hintereinander Saison-Rekordhalter in Steals (jeweils 40, 38, 31 und 27).
Auch in der Defensive war Mays Weltklasse. Mit 12 gewonnenen Gold Gloves ist er einer der erfolgreichsten Defensivspieler der MLB-Geschichte. Besonders herausragend war Mays wegen seiner schnellen Beine und seines starken Wurfarmes, mit denen er auch extrem lange Bälle noch fangen und schnell ins Infield zurückwerfen konnte. Legendär wurde Mays durch Spiel 1 der World Series 1954, in dem im 10. Inning Larry Doby von den Cleveland Indians auf der 2. Base stand und sein Teamkollege Vic Wertz einen langen Flyball schlug. Mays rannte bis fast an die Home-Run-Mauer und fing den Ball blind mit dem Rücken zum Ball. Mit dieser Aktion, die als „The Catch“ in die MLB-Historie einging, verhinderte Mays einen sicheren (und vorentscheidenden) Punkt. Der Handschuh, mit dem er diesen Fang machte, ist in der Baseball Hall of Fame ausgestellt.
Ebenfalls 1954 wurde Mays mit der Sportler des Jahres-Auszeichnung von Associated Press geehrt. Im Jahr 2015 verlieh ihm Präsident Barack Obama die Presidential Medal of Freedom.

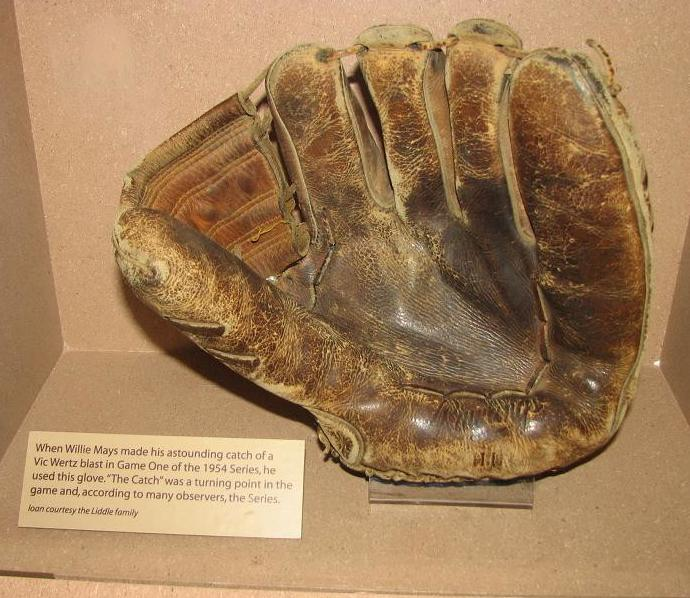
Mays’ Handschuh vom „Catch“ ist in der Baseball Hall of Fame zu sehen.

## Privatleben
Mays verpasste die MLB-Saison 1953, weil er für den Koreakrieg in die U.S. Army verpflichtet wurde. Nach seiner Rückkehr heiratete er 1956 Margherite Wendell Chapman und adoptierte ein Kind mit ihr. 1961 ließ er sich scheiden. Willie Mays starb am 18. Juni 2024 im Alter von 93 Jahren in einer Einrichtung für betreutes Wohnen im kalifornischen Palo Alto.

## Mays in den Medien
Für das Label Okeh nahm Mays im Duett mit der Vokalgruppe The Treniers den Song „Say Hey (The Willie Mays Song)“ auf.
Mays machte Werbung für die Zigarettenmarke Chesterfield.
Im Erfolgsfilm Die Indianer von Cleveland ist die Figur „Willie Mays Hayes“ der Persönlichkeit Mays’ nachgebildet. Er hatte auch Gastauftritte in der Sitcom Mutter ist die Allerbeste.
Eine Sammelkarte von Mays spielt eine zentrale Rolle in der Folge 5x24 In the Cards der TV-Serie Star Trek: Deep Space Nine.